# Javier Garrido
Javier Garrido Behobide (* 15. März 1985 in Irun) ist ein ehemaliger spanischer Fußballspieler, der auf der Position des linken Außenverteidigers spielte.

## Vereinskarriere

### Real Sociedad
Garrido begann schon als Kind sämtliche Jugendmannschaften von Real Sociedad zu durchlaufen und kam dann in den Jahren 2002 bis 2004 für die zweite Mannschaft des Vereins zum Einsatz.
Sein erstes Spiel für die Profimannschaft bestritt er am 8. Oktober 2003 beim Pokalspiel gegen Real Oviedo, welches Real Sociedad mit 2:1 gewann.
Sein erstes Spiel in der Primera División erzielte er am 29. August 2004 im Spiel gegen UD Levante. In seinen drei Jahren bei Real Sociedad machte er 86 Spiele und schoss ein Tor.

### Manchester City
Am 2. August 2007 wechselte Javier Garrido für 2,2 Millionen Euro zu Manchester City und unterschrieb dort einen Vier-Jahres-Vertrag.
Neun Tage später, am 11. August, machte er sein erstes Spiel für City, gegen West Ham United.
Sein erstes Tor für Manchester City schoss er am 5. Oktober 2008 bei der 2:3-Niederlage gegen den FC Liverpool.
Garrido hatte einen schweren Stand auf seiner Position, da Wayne Bridge auf dieser gesetzt war.

### Lazio Rom
Am 31. Juli 2010 wurde bekannt, dass Garrido zum italienischen Verein Lazio Rom wechselt, ein paar Tage nachdem Aleksandar Kolarov von Lazio Rom zu den Citizens wechselte.

### Spätere Stationen
Zur Saison 2012/13 wechselte Garrido auf Leihbasis zu Norwich City. Zur Saison 2013/14 wurde er schließlich fest verpflichtet. Im August 2015 wechselte Garrido zu UD Las Palmas. Nach einer Saison in Las Palmas wechselte er zu AEK Larnaka nach Zypern. Er beendete seine Karriere 2020 in seiner Heimat bei Real Unión Irún.

## Nationalmannschaftskarriere
Garrido spielte für die spanische U-19-Nationalmannschaft, mit der er 2004 die U-19-Europameisterschaft gewann. Ein Jahr später nahm er mit der U-20-Auswahl an der Junioren-Fußballweltmeisterschaft 2005 in den Niederlanden teil.